# Sangar-e Mir Abdollah
Sangar-e Mir Abdollah – wieś w Iranie, w ostanie Azerbejdżan Zachodni. W 2006 roku miejscowość liczyła 416 mieszkańców w 112 rodzinach.